# Григорій Зубченко
Зубченко Григорій (рр. нар. і смерті невідомі) — козацький військовий та державний діяч, Паволоцький наказний і повний полковник.

## Короткий життєпис
Про його діяльність докладні відомості відсутні. У Реєстрі Війська Запорозького 1649 року зафіксовано Грицька Зубченка як рядового козака у складі сотні Корсунської Демкової Корсунського полку. В цій же сотні четвертим після сотника Демка Прутилчича зазначений Гаврило Зубченко, який імовірно міг бути родичем вищевказаного Грицька. Також, в Реєстрі значиться Грицько Зуб — рядовий козак Білоцерківської полкової сотні Білоцерківського полку. Дослідник В. Кривошея вважає, що саме представник Корсунщини став у майбутньому паволоцьким полковником, хоча мова могла йти і про вихідця з Білоцерківщини як ближчої територіально до Паволоцького полку.
Григорія Зубченка, ймовірно, було переведено на службу до Паволоцького полку при його відновленні 1651 або 1652 року. У старих полках, таких як Корсунський та Білоцерківський, був надмір людей, придатних для керівної роботи, а перехід до нового полку відкривав можливості для службового зростання. Тож, очевидно, перед призначенням на полковницьку посаду, Григорій Зубченко займав певний час якусь нижчу керівну посаду в полку.
Під час тривалої відсутності (з червня 1653 по лютий 1654) паволоцького полковника Михайла Суличича, який з посольством знаходився у Трансільванії, Григорій Зубченко міг бути призначений паволоцьким наказним полковником (про те, що він був саме наказним полковником пише і історик В. І. Сергійчук). Саме тому Зубченка, після усунення у лютому-березні 1654 року Михайла Суличича з полковництва, могли призначити повним паволоцьким полковником.
Під час весняного походу 1654 року Станіслава Потоцького на Брацлавщину та Умань, Григорій Зубченко у квітні стояв з Паволоцьким полком на горішній Кам'янці (околиці теперішнього села Ярешки) на сторожі від ляхів. Відомо, що гетьман Богдан Хмельницький був незадоволений діями деяких полковників по протидії походу Потоцького і на раді в Чигирині у травні 1654 року їх усунули з полковницьких урядів. Серед них був, найімовірніше, й Григорій Зубченко, бо пізніше, принаймні з серпня цього року, паволоцьким полковником був Михайло Богаченко.